# Regio VII Via Lata
La Regio VII Via Lata era la settima delle 14 regioni di Roma augustea classificata poi nei Cataloghi regionari della metà del IV secolo. Prese il nome dalla Via Lata (attuale Via del Corso) e si estendeva da essa, per tutto il percorso compreso fra la Porta Fontinalis delle mura serviane e la porta Flaminia delle mura aureliane, verso est, fino alle pendici del colle Quirinale, includendo totalmente il Pincio. Confinava a ovest con la Regio IX Circus Flaminius, a sud con la Regio VIII Forum Romanum e a est con la Regio VI Alta Semita.

## Topografia
In senso nord-sud la Regio si estendeva dalla porta Flaminia alla Porta Fontinalis, mentre in senso ovest-est, occupava la parte del Campo Marzio a est della Via Lata fino alle pendici del Quirinale, con una forma a cuneo, per una lunghezza di circa 2 km ed una larghezza compresa fra circa 200 e circa 500 m.
Alla metà del IV secolo l'ampiezza della Regio era indicata nei Cataloghi regionari in 13.200 piedi romani, nel Curiosum, o 15.700 piedi romani, nella Notitia, misure rispettivamente pari a circa 3.900 e a circa 4.650 metri.

## Caratteristiche
La Regio era divisa in 15 vici (rioni), 15 aediculae (edicole), 3.805 insulae (caseggiati), 120 domus (case patrizie), 25 horrea (magazzini), 75 balnea (bagni), 76 laci (fontane) e 15 pistrina (panetterie). L'area era sorvegliata da 2 curatores e da 48 vicomagistri.

## Principali monumenti pubblici
Tra i principali monumenti di questa regione si ricordano:
- il lacus Ganymedis,
- l'Arcus Novus di Diocleziano,
- il nympheum Iovis,
- il campus Agrippae,
- il tempio del Sole,
- la porticus Vipsania,
- i due templi nuovi della Speranza e della Fortuna,
- la statua equestre di Tiridate I, re degli Armeni,
- il Forum Suarium,
- gli Horti Largiani,
- gli Horti Lucullani e
- la Porta Flaminia nelle Mura aureliane,
- la Statio cohortis I vigilum.